# Howardita
Les howardites són un grup de meteorits que pertanyen a la classe de les acondrites asteroidals. Formen part del clan dels meteorits HED, perquè provenen de la superfície de l'asteroide (4) Vesta. Hi ha més de 300 meteorits howardites coneguts. Reben el seu nom per Edward Howard, un pioner en meteorits.

## Característiques
Les howardites són unes bretxes de regolites formades majoritàriament per fragments d'eucrita i diogenita, tot i que també es poden trobar còndrules carbonatades i fusions d'impacte. La roca formada per l'impacte, va ser soterrada posteriorment per impactes més nous, i litificada a causa de la pressió de les capes superposades. Les bretxes de regolites no es troben a la Terra a causa de la falta de regolita en cossos que tenen una atmosfera. Una divisió arbitrària entre les howardites i les eucrites polimètiques és una proporció de 9:1 d'eucrites a fragments de diogenites.